# Broken Sword: The Shadow of the Templars
Broken Sword: The Shadow of the Templars este un joc video de aventuri point-and-click produs pentru PC pe 5 noiembrie 1996. A fost produs pentru PlayStation în luna decembrie a aceluiași an și pentru Game Boy Advance pe 19 martie 2002. În Statele Unite, inițial jocul a fost denumit Circle of Blood. A fost urmat de jocul Broken Sword II: The Smoking Mirror. Protagonistul jocului este un avocat american pe nume George Stobbart.

## Povestea
George Stobbart este un turist american în vacanță în Paris, toamna. Povestea începe când George își bea liniștit cafeaua și este întrerupt de explozia unei bombe plantate de un om îmbrăcat în clovn. El investighează explozia și pornește alături de Nico Collard într-o aventură care îi duce pe tot globul; o aventură cu culturi și asasinări toate ducând la Cavalerii Templieri.
Vor fi mai multe misiuni în Paris, Irlanda, Siria, Spania și Scoția.  